# Krypton (serial telewizyjny)
Krypton – amerykański serial telewizyjny stworzony przez Davida S. Goyera i Damiana Kindlera bazujący na komiksach wydawnictwa DC Comics, który opowiada o losach dziadka Supermana. Serial był oryginalnie emitowany od 21 marca 2018 do 14 sierpnia 2019 roku przez SyFy.
W Polsce serial był emitowany od 3 lipca 2018 roku do 17 września 2019 przez HBO Polska.
17 sierpnia 2019 roku stacja SyFy ogłosiła zakończenie produkcji serialu po dwóch sezonach.

## Obsada
- Cameron Cuffe jako Seg-El[4]
- Georgina Campbell jako Lyta Zod[5]
- Ian McElhinney jako Val-El[6]
- Elliot Cowan jako Daron-Vex[6]
- Ann Ogbomo jako Alura Zod[6]
- Rasmus Hardiker jako Kem[6]
- Wallis Day jako Nyssa-Vex[6]
- Aaron Pierre jako Dev-Em[6]

## Odcinki
| Sezon | Odcinki | Oryginalna emisja w SyFy | Oryginalna emisja w SyFy | Oryginalna emisja HBO Polska | Oryginalna emisja HBO Polska | Oryginalna emisja HBO Polska |
| Sezon | Odcinki | Premiera sezonu          | Finał sezonu             | Premiera sezonu              | Finał sezonu                 |                              |
| ----- | ------- | ------------------------ | ------------------------ | ---------------------------- | ---------------------------- | ---------------------------- |
| 1     | 10      | 21 marca 2018            | 23 maja 2018             | 3 lipca 2018                 | 4 września 2018              |                              |
| 2     | 10      | 12 czerwca 2019          | 14 sierpnia 2019         | 16 lipca 2019                | 17 września 2019             |                              |

### Sezon 1 (2018)
| Nr | #  | Tytuł                   | Reżyseria       | Scenariusz                                   | Premiera w SyFy  | Premiera w HBO Polska |
| -- | -- | ----------------------- | --------------- | -------------------------------------------- | ---------------- | --------------------- |
| 1  | 1  | Pilot                   | Colm McCarthy   | David S. Goyer, Ian Goldberg                 | 21 marca 2018    | 3 lipca 2018          |
| 2  | 2  | House of El             | Ciaran Donnelly | Cameron Welsh                                | 28 marca 2018    | 10 lipca 2018         |
| 3  | 3  | The Rankless Initiative | Steve Shill     | Nadria Tucker                                | 4 kwietnia 2018  | 17 lipca 2018         |
| 4  | 4  | The Word of Rao         | Keith Boak      | Luke Kalteux                                 | 11 kwietnia 2018 | 24 lipca 2018         |
| 5  | 5  | House of Zod            | Julius Ramsay   | Lina Patel                                   | 18 kwietnia 2018 | 31 lipca 2018         |
| 6  | 6  | Civil Wars              | Kate Dennis     | Doris Egan                                   | 25 kwietnia 2018 | 7 sierpnia 2018       |
| 7  | 7  | Transformation          | Metin Hüseyin   | David Paul Francis                           | 2 maja 2018      | 14 sierpnia 2018      |
| 8  | 8  | Savage Night            | Marc Roskin     | David Kob                                    | 9 maja 2018      | 21 sierpnia 2018      |
| 9  | 9  | Hope                    | Lukas Ettlin    | Chad Fiveash, James Stoteraux                | 16 maja 2018     | 28 sierpnia 2018      |
| 10 | 10 | The Phantom Zone        | Ciaran Donnelly | Chad Fiveash, James Stoteraux, Cameron Welsh | 23 maja 2018     | 4 września 2018       |

### Sezon 2 (2019)
| Nr | #  | Tytuł                   | Reżyseria     | Scenariusz                    | Premiera w SyFy  | Premiera w HBO Polska |
| -- | -- | ----------------------- | ------------- | ----------------------------- | ---------------- | --------------------- |
| 11 | 1  | Light-Years From Home   | Marc Roskin   | David S. Goyer, Cameron Welsh | 12 czerwca 2019  | 16 lipca 2019         |
| 12 | 2  | Ghost In The Fire       | Marc Roskin   | Kiersten Van Horne            | 19 czerwca 2019  | 23 lipca 2019         |
| 13 | 3  | Will To Power           | Julius Ramsay | Lina Patel                    | 26 czerwca 2019  | 30 lipca 2019         |
| 14 | 4  | Danger Close            | Julius Ramsay | Luke Kalteux                  | 3 lipca 2019     | 6 sierpnia 2019       |
| 15 | 5  | A Better Yesterday      | Metin Huseyin | David Kob                     | 10 lipca 2019    | 13 sierpnia 2019      |
| 16 | 6  | In Zod We Trust         | Metin Huseyin | Nadria Tucker                 | 17 lipca 2019    | 20 sierpnia 2019      |
| 17 | 7  | Zods and Monsters       | Erica Watson  | Joel Anderson Thompson        | 24 lipca 2019    | 27 sierpnia 2019      |
| 18 | 8  | Mercy                   | Clare Kilner  | Katie Aldrin                  | 31 lipca 2019    | 3 września 2019       |
| 19 | 9  | Blood Moon              | Cameron Welsh | David Paul Francis            | 7 sierpnia 2019  | 10 września 2019      |
| 20 | 10 | The Alpha and the Omega | Ruba Nadda    | Luke Kalteux, Cameron Welsh   | 14 sierpnia 2019 | 17 września 2019      |

## Produkcja
22 czerwca 2016 roku, stacja SyFy zamówiła pilotowy odcinek serialu.
Na początku września 2016 roku, poinformowano, że w serialu zagra Georgina Campbell. W kolejnym miesiącu, ogłoszono, że do obsady dołączyli: Cameron Cuffe jako Seg-El, Ian McElhinney jako Val-El, Elliot Cowan jako Daron-Vex, Ann Ogbomo jako Alura Zod, Rasmus Hardiker jako Kem, Wallis Day jako Nyssa-Vex oraz Aaron Pierre jako Dev-Em.
11 maja 2017 roku, stacja SyFy zamówiła pierwszy sezon serialu.
W dniu 22 maja 2018, stacja poinformowała o przedłużeniu serialu na drugi sezon.
W połowie sierpnia 2019, stacja SyFy anulowała produkcję, poinformowała również o rezygnacji z produkcji jego spin-offu "Lobo".